# Раян Строум
Раян Строум (англ. Ryan Strome; *11 липня 1993, Міссісага, Онтаріо, Канада) — канадський хокеїст, гравець команди НХЛ «Анагайм Дакс».
Раян є старшим з трьох братів Строумів. Молодші, Ділан та Меттью, також хокеїсти.

## Молодіжний рівень
У 2009 році на драфті ОХЛ, Раяна було обрано під загальним 8-им номером командою «Беррі Колтс». Однак провівши у складі даного колективу лише півсезона, Строум був обміняний на Алекса П'єтранджело в команду «Ніагара Айсдогс», де і грав до закінчення своїх виступів в ОХЛ.

## Міжнародні виступи
У сезоні 2009-10 років Раян зіграв за команду Онтаріо на кубку Виклику, де його команда дійшла до фіналу. У 6-ти поєдинках хокеїст здобув 3 (2+1) бали за результативність.
У 2012 та 2013 роках Строум отримував запрошення до лав молодіжної (вік гравців не перевищує 20 років) збірної Канади для участі в чемпіонатах світу. На цих турнірах Раян провів 12 поєдинків в котрих набрав 15 (7+8) очок та став володарем бронзової медалі.

## НХЛ/АХЛ
У сезоні 2012-13 у «Нью-Йорк Айлендерс» потроху почали підпускати гравця до ігор на дорослому рівні, давши зіграти за свій фарм-клуб з АХЛ «Бріджпорт Саунд-Тайгерс». Та сама практика продовжилась і в наступному сезоні, однак впевнена гра Строума в Американській лізі (хокеїст визнавався новачком місяця та гравцем тижня в АХЛ), дозволила йому дебютувати в НХЛ. У 37 зустрічах за «Айлендерс» нападник набрав 18 (7+11) очок.